# استان آق‌سرای
آق‌سرای یکی از استان‌های ترکیه است که مرکز آن هم شهر آق‌سرای است. استان‌های هم‌جوار آن عبارتند از: قونیه در غرب و جنوب، نیغده در جنوب شرقی و قرشهر در شمال.

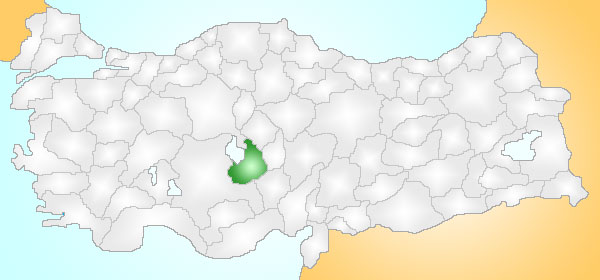
محل استان آق‌سرای.

## منبع
- مشارکت‌کنندگان ویکی‌پدیا. «Aksaray Province». در دانشنامهٔ ویکی‌پدیای انگلیسی، بازبینی‌شده در ۸ ژانویه ۲۰۱۴.